# Cleistanthus polystachyus
Cleistanthus polystachyus là một loài thực vật có hoa trong họ Diệp hạ châu. Loài này được Hook.f. ex Planch. mô tả khoa học đầu tiên năm 1848.